# フットノート
株式会社フットノート（Footnote, inc.）は、かつて存在した日本の出版社。業界誌「ビデオ・インサイダー・ジャパン」「DVDナビゲーター」などを出版していた。
ギャガ・コミュニケーションズ（現・ギャガ）の出版部門（1987年発足）が独立したギャガ・パブリッシングと、映画情報専門チャンネル「カミングスーンTV」（現・エンタメ〜テレ☆シネドラバラエティ）を運営していたカミングスーン・ティービーが2002年4月に合併、ギャガ・クロスメディア・マーケティングが発足。
2006年9月、USENの子会社となったが、2007年5月、MBOにより独立。当社が運営していたCS放送「シーエスGyaO」、映画情報サイト「CINEMA COMIN'SOON」事業は、2007年8月USENに継承された。
2008年1月、子会社のキネマ旬報社と合併、存続会社はキネマ旬報社となった。

## 沿革
- 1987年 -ギャガ・コミュニケーションズ（現・ギャガ）出版事業部発足。「ビデオ・インサイダー・ジャパン」発刊。
- 1997年11月 - 株式会社カミングスーン・ティービー設立。
- 1998年 - スカイパーフェクTV!（現・スカパー!プレミアムサービス）にて「COMIN'SOON TV」（のちのカミングスーンTV→シーエスGyaO、現・エンタメ〜テレ☆シネドラバラエティ＝メ〜テレ傘下）放送開始。
- 2000年6月 - ギャガ・コミュニケーションズ出版事業部分社化、株式会社ギャガ・パブリッシング設立。
- 2000年9月 - ギャガ・パブリッシング、「DVDナビゲーター」発刊。
- 2002年3月 - カミングスーン・ティービー、リクルート（現・リクルートホールディングス）より「ISIZE MOVIE」を取得、「COMIN'SOON TV Web」（のちの「CINEMA COMIN'SOON」）として運営開始。
- 2002年4月 - カミングスーン・ティービーとギャガ・パブリッシングが合併、ギャガ・クロスメディア・マーケティング発足。
- 2002年7月 - スカイパーフェクTV!2（現・スカパー!）にてカミングスーンTV放送開始（委託放送事業者はテレビ朝日系列のシーエス・ワンテン、2005年9月放送終了）。
- 2002年12月 - キネマ旬報社の株式81%を株式会社SSコミュニケーションズ（のちの株式会社角川・エス・エス・コミュニケーションズ、角川グループ）から取得。
- 2006年2月 - サッカー雑誌「FootBall LIFE」（季刊）創刊（休刊後、発行元をアルマンドに変更、「Football LIFE ZERO」として不定期刊）。
- 2006年9月 - ギャガ・コミュニケーションズが保有株全てを株式会社USENに譲渡。USENの連結子会社となる。
- 2006年11月 - カミングスーンTVが「シーエスGyaO」にチャンネル名変更。
- 2007年5月 - USENが保有株全てを株式会社カピトリーノに譲渡（MBOによる独立）。
- 2007年8月 - シーエスGyaO・CINEMA COMIN'SOON事業をUSENに譲渡。
- 2007年9月 - カピトリーノと合併、株式会社フットノートに社名変更。キネマ旬報社を完全子会社とする。
- 2008年1月 - キネマ旬報社と合併（存続会社はキネマ旬報社）。